# Zondagmiddagcabaret van Paulus de Ruiter
Het Zondagmiddagcabaret van Paulus de Ruiter was een radioprogramma dat van 1941 tot 1944 werd uitgezonden door de Nederlandsche Omroep. Door het uiterst propagandistische, antisemitische en nazistische karakter ervan is het een van de meest beruchte programma's uit de Nederlandse radiogeschiedenis.
De naam "Paulus de Ruiter" was het pseudoniem waaronder Jacques van Tol al voor de oorlog wel vaker teksten publiceerde. In het programma kon hij zijn antisemitisme ruimschoots kwijt. Zo schreef hij, op de melodie van zijn vroegere succesnummer De kleine man (destijds gezongen door zijn toenmalige Joodse werkgever Louis Davids), een tekst met het refrein:
Dat was de Jodenman, de dikke Jodenman...
de uitgekookte, gaargestookte vette Jodenman.
Het programma werd voor het eerst uitgezonden op 19 oktober 1941. De bekendste vaste medewerker was Ceesje Speenhoff, dochter van J.H. "Koos" Speenhoff. Door haar optreden werd haar vaders reputatie zeer geschaad, maar zelf was hij nooit bij het programma betrokken. Ook werkten omroepmedewerkers vaak anoniem mee aan het programma, zoals de jonge acteur Piet Ekel. Anderen zoals Gré Brouwenstijn en Conny Stuart zagen in het karakter van het programma geen bezwaar om mee te werken aan andere programma's van Jacques van Tol.
Het Zondagmiddagcabaret werd in niet-nationaalsocialistische kring verafschuwd, maar leverde toch een heuse hit op, het Rommellied over generaal Erwin Rommel. Dit werd zo populair dat een plaat zelfs aan de generaal en minister Goebbels werd opgestuurd.
Een vast onderdeel van het programma was een dialoog tussen meneer Keuvel en juffrouw Klessebes. Daarin werd de spot gedreven met de stroom van geruchten, die in een dictatuur zonder vrije pers altijd ontstaat, en de anti-Duitse gevoelens in Nederland. Volgens het jaarverslag van de Nederlandsche Omroep van 1943 was het programma succesvol in zijn opzet: Ons politieke cabaret kan thans als wapen voor den nieuwen tijd nauwelijks meer worden onderschat.
Het programma werd voor het laatst uitgezonden in januari 1944. Daarna maakte Van Tol een nieuw cabaretprogramma, De Spinnekop, dat minder bekend is geworden.
 Portaal: Fascisme en nationaalsocialisme in Nederland · Fascisme · Nationaalsocialisme